# Guitar Hero 5
Guitar Hero 5 és un videojoc musical que pertany a la saga Guitar Hero, del qual és el cinquè títol principal. Està desenvolupat per Neversoft i publicat per Activision. Es va llançar l'1 de setembre de 2009 als Estats Units i a la resta del món durant el transcurs del mes. El videojoc està disponible per les consoles Xbox 360, PlayStation 2, PlayStation 3 i Wii.
Similarment al seu predecessor, Guitar Hero World Tour, el videojoc permet que entre un i quatre jugadors puguin simular un grup de rock estàndard, cantant, guitarra solista, baix i bateria, mitjançant uns controladors en forma dels instruments esmentats. La base del joc és la mateixa que l'anterior i aquest títol està enfocat a millorar la diversió dels jugadors per convertir-lo en una experiència social, i s'han afegit nous modes de joc, la possibilitat de jugar en diverses configuracions d'instruments, nous personatges i més material extra per desbloquejar. També s'ha mantingut el mode de creació de cançons i d'intercanvi mitjançant el GHTunes.
La banda sonora conté 85 cançons de 83 grups musicals diferents. Com els últims títols, molts artistes es van oferir per col·laborar en el desenvolupament del videojoc, ja sigui amb captures de moviment, avatars o material addicional. La majoria de les cançons descarregables del World Tour també seran compatibles en el Guitar Hero 5.

## Desenvolupament
El videojoc fou anunciat el desembre de 2008, juntament amb altres títols de la saga, per a mitjans de l'any 2009.
El primer objectiu a millorar fou la flexibilitat del joc i poder utilitzar qualsevol dels instruments disponibles per parts dels usuaris. Els desenvolupadors van pensar en un nou mode de joc anomenat "Party Play", el qual permet un màxim de quatre jugadors però amb qualsevol dels instruments, de manera que es trenca el concepte de banda estàndard per poder configurar la banda amb qualsevol combinació d'instruments.
Per a aquesta edició es va desenvolupar un nou controlador de guitarra per millorar les anteriors. Tot i això, les característiques principals de la guitarra continuaven sent les mateixes: cinc botons de trast al final del mànec per indicar les notes, una barra de "rascar" per indicar el moment de tocar les notes i una palanca de vibrato, botons per moure's pels menús i una touchpad en el mànec per poder utilitzar la tècnica del tapping (característica afegida en el redisseny pel World Tour). El nou controlador té més precisió en el touchpad i en la barra de "rascar" per facilitar el joc. Com els anteriors redissenys, aquesta guitarra continua sent compatible amb la resta de títols previs del Guitar Hero, afegint els títols del Rock Band i d'altres videojocs musicals.
En la bateria es va modificar la forma dels plats (hi-hat i crash) perquè fossin rodons, semblant a la bateria del Rock Band que té els plats amb una forma més real.

## Jugabilitat
El sistema de joc del Guitar Hero 5 és molt similar als anterior videojocs de la saga. Un total de quatre jugadors poden jugar mitjançant uns controladors de videojoc especials que tenen la forma d'instruments de música i permeten simular una banda de rock. Per pantalla van apareixent les notes de cada instrument i els jugadors han de tocar les respectives notes en el moment indicat. Mentre es toquen correctament les notes, els jugadors augmenten el nombre de punts aconseguits. En el cas que l'actuació no sigui gaire positiva, el públic virtual xiula al grup i l'expulsa de l'escenari. Per millorar l'actuació es valoren les ratxes de notes correctes consecutives, ja que augmenten el valor de les notes fins a un màxim de x4 (excepte quan s'activa la potència estel·lar que pot arribar a x8 momentàniament).
Com en el Guitar Hero World Tour, aquest videojoc suporta els controladors que imiten els següents instruments: micròfon, bateria, guitarra, baix. Fins a quatre jugadors, de forma local o remota, poden formar un grup de música de forma competitiva o cooperativa. A diferència de l'anterior, on només hi podia haver un instrument de cada tipus, en aquesta nova versió es pot jugar amb qualsevol combinació d'instruments, inclús tots quatre iguals. També és diferent que quan es juga en el mode banda, cada jugador té la mateixa Star Power (Potència estel·lar) quan abans era únic per tots els jugadors. Una nova mecànica anomenada "Band Moments" que requereix que tots els membres de la banda toquin seccions consecutives per obtenir més punts. Quan un dels jugadors fa una actuació dolenta, apareix el mesurador Band Revival que permet que els altres jugadors salvin l'actuació del grup, en cas contrari, el grup és expulsat de l'escenari.
La versió per la consola Wii s'ha igualat a les de PlayStation 3 i Xbox 360 respecte a les majoria de les funcionalitats, ja que algunes estaven limitades en anteriors edicions. Per exemple, permet utilitzar targetes SD d'alta capacitat per primer cop, fet que permet l'emmagatzematge d'unes 800 cançons en 32 GB de memòria. Anteriorment només es permetia mantenir una sola cançó en memòria de les descarregades des d'internet, però aquesta permet descarregar tots els packs o àlbums complets. Pel que fa a la consola PlayStation 2, les funcionalitats del Guitar Hero 5 són força més reduïdes que les altres tres plataformes. Per exemple, no permet jugar de forma online, no suporta material descarregable o no es pot expandir el nombre de ports per als controladors de videojoc, fet que limita la connexió a un micròfon, dues guitarres i una bateria.

### ModesParty PlayiRockFest
En el Guitar Hero 5 s'han afegit dos nous modes de joc: Party Play i RockFest. En el primer, les cançons s'escullen aleatòriament i els jugadors poden canviar d'instrument en qualsevol moment. En el segon inclou diversos submodes i permet jugar fins a vuit jugadors online. Els jugadors escullen les cançons i quin submode aplicar a cada una. Els submodes del RockFest són els següents:
- "Momentum": començant des de mitja dificultat, els jugadors poden augmentar el seu nivell de dificultat i aconseguir més punts si toquen les notes consecutives correctament, en cas contrari, disminueix el nivell.
- "Streakers": els punts s'aconsegueixen fent ratxes de notes consecutives.
- "Perfectionist": per cada secció de la cançó, els jugadors es classifiquen mitjançant el percentatge de notes tocades correctament.
- "Do or Die": un jugador s'ha d'esperar fins a la següent secció si algú toca incorrectament tres notes de la secció actual.
- "Elimination": després de cada secció de la cançó, el jugador amb menys puntuació és eliminat.
- "Pro Face-Off": és el mode de jugar estàndard on guanya el jugador amb més punts.

### Mode carrera
El mode carrera és el mode principal del videojoc i segueix el mateix esquema que el Guitar Hero: Metallica. Les cançons estan distribuïdes en tretze escenaris, tots bloquejats excepte el primer quan es comença a jugar. Cada escenari conté un mínim de cinc cançons a les cal afegir les extres. Per desbloquejar els següents escenaris, els jugadors han de col·leccionar un determinat nombre d'estrelles, que representen la qualitat de l'actuació realitzada per cada cançó. Per superar una cançó és necessari obtenir tres estrelles i el màxim que es poden obtenir són nou, cinc per tocar molt bé la cançó, una per tocar-la de forma perfecta i tres més per superar els reptes de cada cançó (les que en tinguin). Com menys errors es cometin durant les actuacions, més ràpid es desbloquegen la resta d'escenaris.
La nova característica introduïda en aquesta versió és el mode Challenges per cançons específiques. Cada repte inclou tres nivells possibles (or, platí i diamant) imitant el sistema de certificació de vendes dels discs de música. Els reptes són específics i diferents per cada cançó. En completar un repte, els jugadors són recompensats poden desbloquejar personatges o altres tipus de material extra.

### Mode estudi
Afegit en l'anterior títol de la saga i que permet als jugadors poder crear les seves pròpies cançons i distribuir-les mitjançant el servei de música "GHTunes", també ha estat millorat. En aquest videojoc es permet crear cançons fins a deu minuts de duració i pujar un màxim de cinquanta cançons per usuari. La creació de cançons és més senzilla i s'inclouen talls d'exemple predefinits per poder ser usats i modificats. El servei "GHTunes" continua eliminant les cançons que violin els drets d'autor però Neversoft és més permissiva sobre aquest tema.

### Personatges
Músics famosos apareixen en determinades actuacions que posteriorment poden ser desbloquejats perquè els jugadors els utilitzin. Un cas especial és Kurt Cobain, cantant del grup Nirvana que va morir l'any 1994. Activision va obtenir el permís per utilitzar la seva imatge durant tres anys mitjançant Courtney Love (vídua de Cobain) i Dave Grohl amb Universal Publishing, que controlen el patrimoni i els drets musicals de Cobain respectivament. El personatge, que fou dissenyat mitjançant fotografies i vídeos que va proveir Courtney Love, vesteix una samarreta basada en un disseny de Daniel Johnston que ell va popularitzar. Altres músics que també apareixen en el videojoc com a personatges seleccionables són: Johnny Cash, Carlos Santana, Shirley Manson (de Garbage) i Matthew Bellamy (de Muse). Tots es van oferir per realitzar les captures de moviment dels seus personatges, excepte el difunt Johnny Cash que ho va realitzar Terry Lee Goffee en el seu lloc. A més dels músics famosos, la consola Xbox 360 permet importar el personatge Xbox Live Avatar i la Wii permet utilitzar els Miis només pel mode Freestyle.

## Banda sonora
La banda sonora està formada per 85 cançons que provenen 83 grups musicals, dels quals 30 debuten en un videojoc musical. A diferència dels anteriors títols de la saga, totes les cançons estan desbloquejades i disponibles en tots els modes de joc des de l'inici.
A més de les cançons pròpies del videojoc, el Guitar Hero 5 és el primer títol de la saga que permet reutilitzar material dels títols anteriors mitjançant un procés d'importació. Un total de 152 cançons descarregables del Guitar Hero World Tour (totes excepte les de Jimi Hendrix) poden ser importades gratuïtament. Addicionalment, 35 cançons del World Tour, 21 del Guitar Hero Greatest Hits i 61 del Band Hero també poden ser importades mitjançant el pagament d'una petita quota. Probablement hi haurà algunes cançons més que també seran importables. El procés d'importació requereix descarregar el material, ja que les cançons han de ser recreades per afegir totes les noves característiques noves del Guitar Hero 5. Un total de 69 cançons i totes les importades també es podran exportar al Band Hero.

## Recepció
El Guitar Hero 5 fou molt ben rebut per la crítica especialitzada i en la majoria de mitjans el van situar com el més complet i el més divertit de la saga. Els crítics van apreciar la simplificació dels menús principals per facilitar l'accés i que totes les cançons estiguessin disponibles des de l'inici. L'addicció més destacada van ser els nous modes de joc perquè eren més divertits per jugar en grup i resultaven ser una experiència social molt divertida. També van lloar que cada jugador pogués escollir el mateix nivell de dificultat en el mode carrera en grup. Per altra banda, la banda sonora del videojoc es va considerar força fluixa pel fet que els desenvolupadors van diversificar els estils de les cançons per tal d'arribar a tots els tipus de públic. Mentre la progressió de dificultat de la guitarra era correcta, van criticar la progressió de la bateria i del cantant. El cas del vocalista fou força criticat per la manca d'indicadors per ajudar al jugador, de manera que jugar amb diversos micròfons era una tasca molt complicada. L'addició de personatge Kurt Cobain va causar força controvèrsia entre molts músics, especialment amb els seus ex-companys de grup: Dave Grohl i Krist Novoselic, però també cal indicar que Cobain no és l'única inclusió pòstuma, ja que en el World Tour també s'hi va incloure el personatge de Jimi Hendrix.
En finalitzar l'any 2009, només es van vendre un milió d'unitats del videojoc a tot el món Al Regne Unit, el seu llançament va coincidir amb el del seu principal competidor: The Beatles: Rock Band, i des de la primera setmana el va superar en vendes.
El Guitar Hero 5 fou nominat per al premi de millor joc familiar per l'Academy of Interactive Arts & Sciences.